# Pacha Kamaq

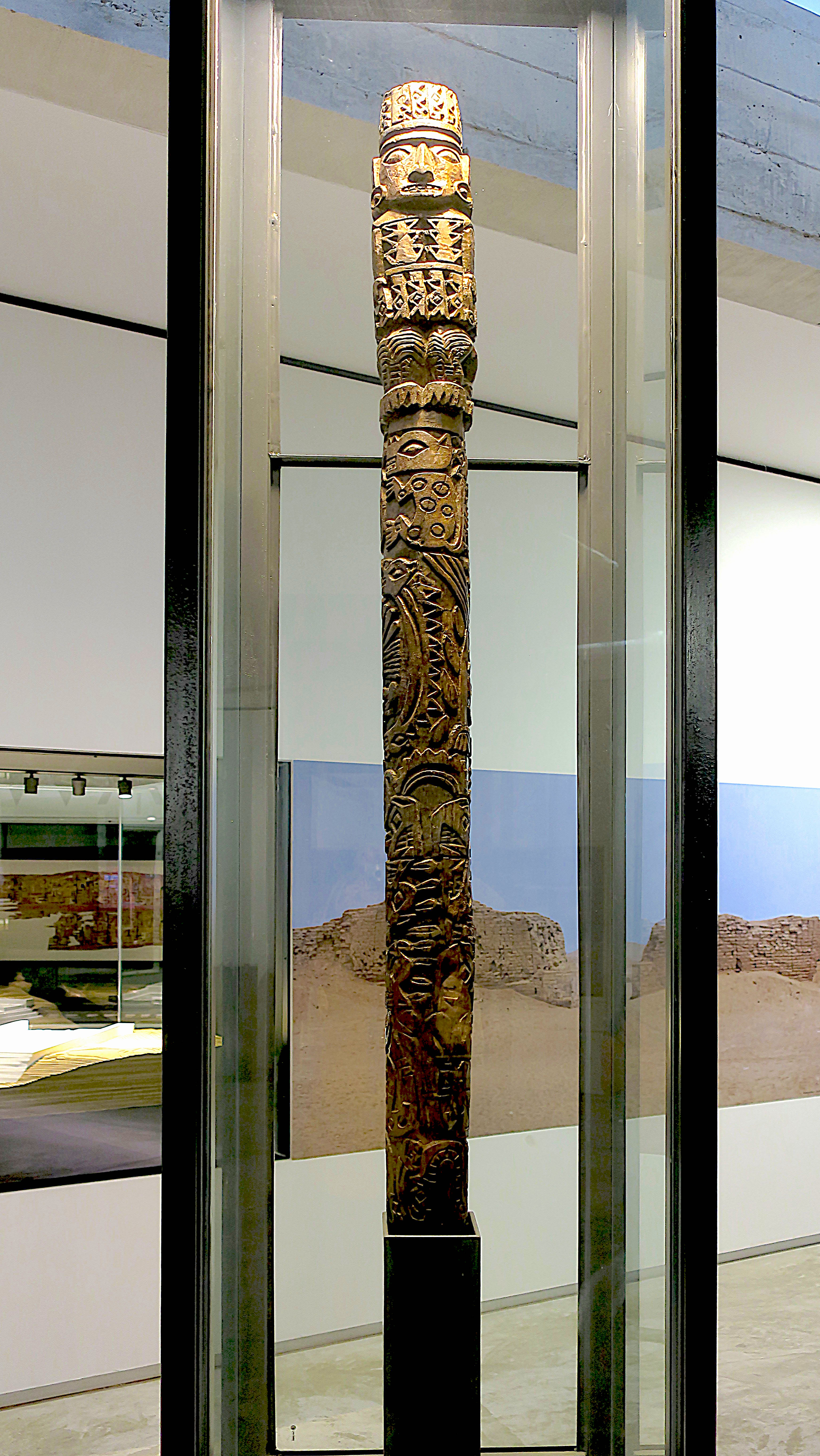
Rzeźba przedstawiająca bóstwo

Pacha Kamaq, Pacha Camac, Pacha Camaq, Pachacamac (kecz. Stwórca Świata) - bóstwo peruwiańskiego plemienia Huari, zamieszkującego ziemie w sąsiedztwie dzisiejszej Limy, po podboju Huari przez Inków przyjęty do inkaskiego panteonu i utożsamiany z ajmarskim bogiem-stwórcą, Wirakoczą. Pacha Kamaq przedstawiany był pod postacią ryby. Wyrocznia Pacha Kamaqa - Wiracochy w stolicy Huari, mieście Pachacámac była jednym z najświętszych miejsc kultu Imperium Inków i celem licznych pielgrzymek.
W mitologii Inków Pacha Kamaq uznawany był za syna boga słońca Inti oraz bogini księżyca, Mamy Quilli, a także za męża bogini ziemi Pachamamy.
Zgodnie z mitem, wkrótce po stworzeniu świata mąż pierwszej kobiety (odpowiedniczki biblijnej Ewy) zmarł z głodu. Kobieta narzekała i wypominała Pacha Kamaqowi, że nie stworzył dla ludzi dostatecznej ilości jedzenia. Rozgniewany bóg zabił i poćwiartował pierworodnego syna kobiety. Z kawałków ciała chłopca wyrosły pierwsze warzywa i owoce. Niedługo potem drugi syn kobiety - Wicham zemścił się na Pacha Kamaqu, przepędzając go do morza, gdzie bóg przemienił się w rybę.